# Juin 1860

## Événements
- 10 juin, Espagne : inauguration de la section Pamplona-Caparroso du chemin de fer de Pampelune à Saragosse (compañia del ferrocarril de Zaragoza a Pamplona)

## Naissances
- 1er juin : Charles W. Bartlett peintre britannique († 16 avril 1940).
- 4 juin : Alexis Lapointe, athlète canadien († 19 janvier 1949).
- 5 juin : John Douglas Hazen, premier ministre du Nouveau-Brunswick.
- 10 juin : Johannes Biereye, historien et pédagogue allemand († 1924).
- 12 juin : Henri de Soria, professeur de danse, chorégraphe et historien de la danse français († 26 octobre 1914).
- 24 juin : Marcel Treich Laplène, à Ussel, Corrèze, premier explorateur et premier résident colonial de la future colonie française de Côte d'Ivoire († 9 avril 1890).

## Décès
- 24 juin : Jérôme Bonaparte (76 ans), frère cadet de Napoléon Ier et oncle de Napoléon III, au château de Villegenis à Massy (Essonne).
- 27 juin : Claude Bonnefond, peintre et lithographe français (° 27 mars 1796).